# Semangkung
Semangkung is een bestuurslaag in het regentschap Banjarnegara van de provincie Midden-Java, Indonesië. Semangkung telt 1470 inwoners (volkstelling 2010).